# IC 1027
IC 1027 ist eine elliptische Galaxie vom Hubble-Typ E2 im Sternbild Bärenhüter am Nordsternhimmel. Sie ist schätzungsweise 398 Millionen Lichtjahre von der Milchstraße entfernt.
Das Objekt wurde am 23. Juli 1887 von Lewis Swift entdeckt.